# مجلس النواب الأردني الثاني 1950
مجلس النواب الأردني الثاني أجريت انتخابات أختيار أعضاء المجلس في 11 أبريل 1950. واجتمع في أول دورة عادية بتاريخ 24 أبريل 1950، واجتمع خلال هذه الفترة في دورتين عاديتين ودورة غير عادية. وفي هذا المجلس تم إقرار مشروع الوحدة بين الضفتين الشرقية والغربية .وزاد عدد المقاعد من 20 مقعداً إلى 40 مقعداً ليضم في عضويته 20 عضوا من الضفة الغربية.
تكون مجلس النواب الأردني الثاني من 40 عضو، ومارس صلاحياته التشريعية والرقابية لمدة سنة واحدة (1950-1951) إلى أن صدرت الإرادة الملكية بحل المجلس في 3 مايو 1951 لانعدام التعاون بين السلطتين التشريعية والتنفيذية . ترأس المجلس كل من :عمر مطر وسعيد المفتي.

## أعضاء المجلس
- سعيد المفتي
- وصفي ميرزا
- سليمان السكر
- رشاد طوقان
- محمد المنور الحديد
- صالح المعشر
- عبدالحليم النمر
- محمد السالم أبو الغنم
- شفيق ارشيدات
- محمد حجازي
- سليمان الخليل
- سلمان القضاة
- مفلح مصطفى البرماوي
- أحمد الطراونة
- عطاالله المجالي
- هاني العكشة
- صالح العوران
- عمر مطر
- عاكف الفايز
- حمد بن جازي
- بدالله نعواس
- كامل عريقات
- أنور نسيبة
- توفيق قطان
- عبدالله بشير عمرو
- كمال حنون
- خلوصي الخيري
- عبدالله الريماوي
- موسى ناصر
- حافظ الحمدالله
- تحسين عبدالهادي
- عبدالحريم جرار
- عبدالمجيد أبو حجلة
- مصطفى بشناق
- حكمت المصري
- قدري طوقان
- سعيد العزة
- رشاد مسودي
- رشاد الخطيب
- عبدالفتاح دوريش